# Doutchin Koura (Zinder)
Doutchin Koura (auch: Doutsin Koura, Doutchi Koura) ist ein Dorf im Arrondissement Zinder IV der Stadt Zinder in Niger.

## Geographie
Das von einem traditionellen Ortsvorsteher (chef traditionnel) geleitete Dorf befindet sich südwestlich des Stadtzentrums im ländlichen Gemeindegebiet von Zinder, der Hauptstadt der gleichnamigen Region Zinder. Zu den Dörfern in der näheren Umgebung von Doutchin Koura zählen Midic im Norden, Dadin Sarki und Mandara im Osten sowie Karagoua Wanzamey im Westen.
Zwischen Doutchin Koura und Dadin Sarki erstreckt sich der große Teich Mare de Dadin Sarki. Hier wurden die Vogelarten Kampfläufer, Kuhreiher und Stelzenläufer beobachtet. Nördlich von Doutchin Koura, hinter dem Weiler Garin Zaka und beim namensgebenden Dorf Midic, liegt der semipermanente See Mare de Midic. Wie im gesamten Gemeindegebiet von Zinder herrscht das Klima der Sahelzone vor, mit einer durchschnittlichen jährlichen Niederschlagsmenge zwischen 300 und 400 mm.

## Geschichte
Doutchin Koura wurde während der von 1757 bis 1775 währenden Herrschaft von Dan Baba (auch Tanimoun Badaraka), des Herrschers von Damagaram, gegründet. Der Ortsgründer Asafa war dessen ältester Sohn. Als Asafa 1775 selbst Herrscher wurde, machte er Doutchin Koura zu seinem Herrschaftssitz. Asafa regierte bis 1782, als er in einer Schlacht gegen Tuareg aus dem Aïr starb. Sein Nachfolger Abaza verlegte seinen Herrschaftssitz nach Kirchia.

## Bevölkerung
Bei der Volkszählung 2012 hatte Doutchin Koura 337 Einwohner, die in 45 Haushalten lebten. Bei der Volkszählung 2001 betrug die Einwohnerzahl 81 in 14 Haushalten und bei der Volkszählung 1988 belief sich die Einwohnerzahl auf 202 in 27 Haushalten.